# Gynoplistia wilhelmina
Gynoplistia wilhelmina är en tvåvingeart som beskrevs av Alexander 1959. Gynoplistia wilhelmina ingår i släktet Gynoplistia och familjen småharkrankar. Inga underarter finns listade i Catalogue of Life.